# Distretto di Daman (Afghanistan)
Il distretto di Daman è un distretto dell'Afghanistan appartenente alla provincia di Kandahar. Viene stimata una popolazione di 33.700 abitanti (dato 2012-13).